# La Invasora
É Uma Telenovela Mexicana do ano de 2014. Protagonizada por Laura Carmine e Diego Bertie; Baseada na Telenovela Mexicana La Usurpadora de 1998 Produzida pela Telemundo foi substituta da reprise de Rosalinda e substituída pela Novela Brasileira Marisol do SBT.

## Transmissão Internacional
| País        | Canal           | Título local  | Estreia                | Final                   | Horário semanal   | Hora   | Ref               |
| ----------- | --------------- | ------------- | ---------------------- | ----------------------- | ----------------- | ------ | ----------------- |
|             | CNT             | A Invasora    | 26 de março de 2012    | 19 de outubro de 2012   | Segunda a Sábado  | 21:15  | [ 1 ] [ 2 ] [ 3 ] |
|             | SIC             | Dois Destinos | 24 de setembro de 2012 | 6 de setembro de 2013   | Segunda a Sexta   | 22:45  | [ 4 ] [ 5 ] [ 6 ] |
| Panamá      | TVN Panamá      | La Invasora   | 13 de maio de 2013     | 26 de março de 2014     | Segunda a Sexta   | 22:301 | [ 7 ]             |
| Venezuela   | Venevisión+Plus | La Invasora   | 15 de maio de 2013     | 21 de dezembro de 2013  | Segunda a Sexta   | 20:00  | [ 8 ]             |
| Croácia     | RTL             | La Invasora   | 27 de maio de 2013     | 22 de dezembro de 2013  | Segunda a Sexta   | 20:002 | [ 9 ] [ 10 ]      |
| Rússia      | Channel One     | Eugênia       | 3 de junho de 2013     | 2 de agosto de 20133    | Segunda a Sexta   | 15:15  | [ 11 ]            |
| Cazaquistão | Channel One     | Eugênia       | 3 de junho de 2013     | 2 de agosto de 20133    | Segunda a Sexta   | 15:15  | [ 12 ]            |
| Uruguai     | Teledoce        | La Invasora   | 4 de junho de 2013     | presente                | Terças e Quintas4 | 22:00  | [ 13 ]            |
| Equador     | Ecuavisa        | La Invasora   | 12 de junho de 2013    | 20 de janeiro de 2014   | Segunda a Sexta   | 20:45  | [ 14 ]            |
| Albânia     | Top Channel     | A Assassina   | 13 de junho de 2013    | 31 de janeiro de 2014   | Segunda a Sexta   | 15:305 | —                 |
| Kosovo      | Top Channel     | La Invasora   | 13 de junho de 2013    | 31 de janeiro de 2014   | Segunda a Sexta   | 15:305 | —                 |
| Grécia      | Alpha TV        | La Invasora   | 17 de junho de 2013    | 23 de janeiro de 2014   | Segunda a Sexta   | 20:006 | [ 15 ]            |
| Israel      | Viva Platina    | La Invasora   | 18 de julho de 2013    | 26 de fevereiro de 2014 | Domingo a Quinta  | 22:30  | [ 16 ]            |
| Chile       | Canal 13        | La Invasora   | 24 de julho de 2013    | 28 de janeiro de 2014   | Segunda a Sexta   | 14:307 | [ 17 ] [ 18 ]     |
| Hungria     | M1              | A Assassina   | 5 de agosto de 2013    | presente                | Segunda a Sexta   | 17:308 | [ 19 ]            |
| Cuba        | Cubavisión      | La Invasora   | 4 de setembro de 2013  | presente                | Ter., Qui. e Sáb. | 21:00  | —                 |
| Nicarágua   | Televicentro    | A Assassina   | 30 de setembro de 2013 | presente                | Segunda a Sexta   | 20:00  | —                 |
| Geórgia     | Rustavi 2       | A Assassina   | 14 de outubro de 2013  | presente                | Segunda a Sexta   | 11:009 | —                 |
| Moçambique  | STV             | La Invasora   |                        |                         |                   |        |                   |

## Sinopse
Eugênia é uma Mulher Sensível e Responsável que Trabalha como Administradora na Mansão de Rodrigo de Castilho empresário do Mundo da Computação no passado eles foram noivos porém foram separados pela mãe dele a Cruel Ofélia.
Eugênia chegou a engravidar mais devido há um acidente provocado pela mãe do noivo perdeu o bebê a partir deste período sua vida se tornou muito triste já que ela sempre foi apaixonada por ele.
Raquel, filha de Eugênia, sempre invejou o lugar da mãe, pois sempre acreditou que ela esbanjou da fortuna de Rodrigo a fim de conquistar o segundo ela se torna sua amante já que este é casado com a Frívola Helena.
Júlia e José Antônio os filhos adolescentes de Rodrigo com Helena retornam da viagem pelo exterior o primeiro sente uma forte atração por Eugênia e tenta seduzi -lá a todo custo já a segunda é muito apegada a Eugênia e a tem como uma mãe já que Helena jamais a amou.
Helena arma um plano para se livrar de Eugênia sua principal rival e coloca veneno em um copo de água a qual a primeira bebera mais devido a uma troca de copos misteriosas Helena acaba bebendo o próprio veneno e cai morta.
Eugênia é presa como principal suspeita do crime e é condenada a 25 anos de prisão em regime fechado com a condenação Eugênia começa a pensar que o verdadeiro assassino saberia da troca que Helena fez nos copos e armou tudo para incrimina -lá.
Rodrigo afirma a ela que descobrirá que é o verdadeiro assassino de Helena e a tirara da prisão.
Do Outro lado do Cotidiano vive Diana a irmã gêmea de Eugênia uma Mulher Má e Perversa capaz de tudo para alcançar seus objetivos ela e Eugênia nunca se deram bem por terem opiniões totalmente diferentes da vida.
a modo que se distanciaram tanto que relação das duas é quase nula.
Ao Longo dos meses a falta da presença de Eugênia na vida dos membros da mansão de Castilho é prejudicial já que Júlia e José Antônio este arrependido sentem muita falta dela tão quanto Rodrigo que sofre muito pela prisão da esposa.
Raquel começa a manipular Rodrigo para que ele esqueça sua mãe e se case com ela isso traz a fúria de Ofélia que não aceita que o filho se case com a filha da mulher que ela mais odeia.
Ofélia começa a pensar numa maneira de se livrar de Raquel enquanto Eugênia com medo das ameaças que vem recebendo das demais detentas liga desesperadamente para Diana e clama ajuda.
Diana faz pouco caso do que a gêmea está passando e a chama de assassina afirmando que não ganhará nada a ajudando apavorada Eugênia teme sua morte e escreve uma carta para Rodrigo para que ele sempre lembre dela com amor e que cuide de Raquel principalmente.
Rodrigo com a ajuda de Júlia começa a investigar quem possa ser o verdadeiro assassino de Helena para que Eugênia seja inocentada mais o resultado não é bom e Ofélia começa ser a principal suspeita.
Rodrigo começa a sentir permanentemente a falta de Eugênia em sua vida enquanto Diana se vê falida e começa a preparar um plano para não ficar pobre com tudo ela conhece Rodrigo e o conquista.
Rodrigo se apaixona por Diana por sua enorme semelhança com Eugênia porém se sente mal pela esposa está presa e prefere não assumir um relacionamento com Diana está furiosa vê seu plano de conquistar Rodrigo em perigo e decide eliminar Eugênia de seu caminho.
Ofélia e Raquel começam um sério clima de rivalidade e ao ver que não poderá ter mais um caso com Rodrigo;Raquel por ambição conquista José Antônio que fica completamente apaixonado por ela.
Rodrigo fica muito confuso com a situação que está passando e pede a opinião de seu filho José Antônio que fala para ao pai que infelizmente não a nada que ele possa fazer por Eugênia e pede a ele que seja feliz com Diana pois a vida passa rápido.
Rodrigo se casa com Diana o que deixa Eugênia muito triste pelo abandono do amado.
Eugênia só pode contar com o apoio de Júlia que afirma que não permitirá que Rodrigo a abandone e afirma que Diana jamais será como ela ao longo dos meses a relação de Ofélia com Diana só piora já que Ofélia não aceita um clone Físico de Eugênia sua pior inimiga dentro de sua família.
Diana começa a pegar afeição pela sobrinha Raquel a quem ela ensina a ser Interesseira e Perigosa com tudo uma mulher forte e má.
Diana decide dar um golpe em Rodrigo ao lado de seu amante Eusébio e fugir do país porém seus plano não dão certo ela sofre um grave acidente de carro e entra em estado de coma terminal.
No Meio desta confusão Ofélia envenena Raquel mais Júlia sem perceber evita que Raquel beba o veneno isso deixa Ofélia furiosa enquanto Eugênia por falta de provas e bom comportamento é posta em liberdade.
Eugênia reencontra Rodrigo e afirma que eles finalmente serão felizes;Eusébio por dinheiro conquista Júlia e se casa com ela a volta de Eugênia na vida da família de Castilho causa sérios problemas já que Raquel não aceita a mãe e Ofélia faz de tudo para a destruir.
Rodrigo não consegue se separar já que sua esposa está hospitalizada e afirma a Eugênia que assim que sua irmã se recuperar eles se casaram ao longo dos meses Eugênia começa a se aproximar de Diana e começa a cuidar da irmã que fica totalmente inválida.
Raquel engravida de José Antônio e ao ver a importância de um filho pede perdão a Eugênia elas emocionadas se abraçam. Rodrigo vê sua família se restaurada apesar de não aceitar Eusébio a quem ele se refere de canalha.
Júlia começa a ser agredida pelo marido e sofre muito pedido ajuda a Eugênia.
Ao Longo dos meses Diana vai se recuperando e decide ocupar o antigo lugar que ocupava na vida de Rodrigo a de esposa.Diana começa acusar Eugênia de roubar seu lugar na vida de Rodrigo e começa uma relação conflitante delas duas já que Diana tem direito de morar na mansão de Rodrigo com Eugênia por ser sua esposa.
Diana planeja com Eusébio um novo golpe antes que tudo seja perdido porém ele afirma a ela que está apaixonado verdadeiramente por Júlia e não deseja a abandonar isso traz a fúria de Diana que mesmo inválida faz questão de atormentar a família de Castilho.
Ofélia começa a ameaçar Diana caso ela faça mal a seu filho a briga dessas duas mulheres só aumenta e Diana prende Ofélia no quarto e taca fogo com ela dentro.
Eugênia acusa Diana pelo acontecido com Ofélia que está em coma temendo o pior Ofélia escreve uma carta para Eugênia onde conta que foi a verdadeira assassina de Helena.
Rodrigo fica muito abalado com o acontecido e nervoso expulsa Diana de sua casa por ela ter sempre sido contra a sua mãe porém Eugênia pede ao marido que tenha calma e que Diana não pode ser expulsa por ser sua esposa.
Raquel entra em trabalho de parto mais tem uma séria complicação e veem a falecer isso deixa José Antônio e Eugênia em estado de loucura que não aceitam o fato de Raquel ter morrido tão jovem.
Rodrigo dá todo consolo há Eugênia que é inocentada pelo crime que marcou sua vida.
Diana com raiva de Eusébio o sequestra e o coloca em seu carro em alta velocidade afirmando que não permitirá que ele estrague seus planos para se salvar Eusébio briga com Diana ela perde o controle do carro que despenca de uma ribanceira o primeiro se salva e é preso enquanto a segunda é levada para o hospital em estado grave.
Antes de Morrer arrependida Diana pede perdão a Eugênia e Rodrigo e confessa a eles todos os golpes que aplicou além de ser a causadora do acidente de Ofélia no Incêndio.Rodrigo se nega a perdoa -lá mais a perdoa ao ver que Diana está morrendo.
Eugênia chama um padre e pede a gêmea que  elas rezem juntas para que sua alma seja salva; Diana emocionada conta a Eugênia que sempre quis ser igual a ela e que sempre sentiu por elas terem si afastado e afirma a gêmea que ficou má após perder a relação das duas.
Eugênia sofre e se sente culpada pelo que a gêmea se tornou ela é consolada por Rodrigo que também perdoa. Diana depois de tanta emoção Diana pede para repousar e veem a morrer horas depois.
Eugênia então decide ser finalmente feliz;Júlia conhece o encantador Tobias com quem veem se casar e José Antônio alegre recebe uma oportunidade de cursa uma universidade no exterior a qual ele sempre quis; Eugênia engravida de Rodrigo e tem uma linda menina a quem ela veem chamar de Isabel.
Rodrigo comemora muito feliz com a chegada da nova membro da família de Castilho.
Termina a novela com um linda foto tirada por todos onde eles sorriem nessa cena Eugênia feliz emocionada fala que tudo que ela passou ela passaria de novo pra ter eles junto a ela.

## Elenco por Ordem de Abertura
- Laura Carmine - Eugênia Montenegro de Castilho  \ Diana Montenegro de Castilho
- Diego Bertie - Rodrigo de Castilho
- Chantal Andere - Helena
- Jacqueline Andere - Ofélia de Castilho
- Ana Brenda Contreras como Verônica
- Ana Cláudia Talancón - Raquel
- Alejandro Tommasi - Felipe Montenegro
- Luis Uribe - Mohammed
- Yuliana Peniche-Júlia
- Elizabeth Álvarez-  Angélica Montesinos
- Rocío Banquells -  Aurora
- Ingrid Martz- Doris Montenegro
- Carlos Cámara Jr. - Eusebio
- Juan Ángel Esparza - José Antonio
- Isadora Gonzalez - Simona Irázabal
- Michelle Ramaglia - Aracely
- Elizabeth Valdéz - Esther Bravo
- Ricardo Franco - Eduardo Quiroga
- Marina Marín - Santa
- Aurora Clavel- Serafina
- Rafael Amador- Tobías
- Blanka Zandek - Isabel Guzmán

|}
1. ↑  James Cimino e Thays Almendra (21 de março de 2012). «"Avenida Brasil" estreia com história de vingança e alpinismo social». Portal UOL. Consultado em 21 de dezembro de 2012
2. ↑  Redação DaquiDali (26 de março de 2012). «"Avenida Brasil", novela com Débora Falabella, estreia na Globo nesta segunda-feira (26)». Daquidali. Terra Networks. Consultado em 21 de dezembro de 2012. Arquivado do original em 29 de outubro de 2013
3. ↑  Fernando Oliveira (26 de março de 2012). «'Avenida Brasil' estreia com audiência menor que 'Fina Estampa' e vilã que rouba a cena». Portal IG. Consultado em 21 de dezembro de 2012
4. ↑  Márcia Gurgel (11 de setembro de 2012). «'Avenida Brasil' chega à SIC a 24 de setembro». Diário de Notícias. Consultado em 21 de dezembro de 2012. Arquivado do original em 29 de outubro de 2013
5. ↑  Vítor Dinis (24 de setembro de 2012). «'Avenida Brasil' chega hoje a SIC». aTelevisão. Consultado em 21 de dezembro de 2012
6. ↑  «Vem ai.. Avenida Brasil - Estreia a 24 de setembro». SIC (Site Oficial). Consultado em 21 de dezembro de 2012. Arquivado do original em 21 de janeiro de 2013
7. ↑  Globo Internacional (13 de Maio de 2013). «O fenômeno de audiência 'Avenida Brasil' estreia no Panamá». Globo Internacional. Consultado em 13 de Maio de 2013
8. ↑  Resumo da Notícia (3 de maio de 2013). «'Avenida Brasil' será transmitida na Venezuela». Resumo da Notícia. Consultado em 6 de Maio de 2013
9. ↑  MSN (23 de Maio de 2013). «Avenida Brasil estreia na Croácia; veja o teaser da novela». br.msn.com
10. ↑  «Cópia arquivada». Consultado em 28 de março de 2014. Arquivado do original em 21 de agosto de 2013
11. ↑  RD1 (3 de junho de 2013). «Sucesso internacional, 'Avenida Brasil' estreia na Russia». rd1.ig.com.bR. Consultado em 28 de março de 2014. Arquivado do original em 25 de junho de 2013
12. ↑  RD1 (3 de junho de 2013). «Sucesso internacional, 'Avenida Brasil' estreia na Russia e Cazaquistão». rd1.ig.com.bR. Consultado em 28 de março de 2014. Arquivado do original em 25 de junho de 2013
13. ↑  Globo Internacional (4 de março de 2013). «O grande sucesso da Globo 'Avenida Brasil' será exibido no Uruguai». Globo TV Internacional. Consultado em 4 de Março de 2013
14. ↑  'Gabriela' e 'Avenida Brasil' têm grande êxito no Equador
15. ↑  Avenida Brasil’ chega às telas gregas
16. ↑  Avenida Brasil on Viva Platina
17. ↑  Recordista de licenciamentos, 'Avenida Brasil' promete conquistar a audiência chilena
18. ↑  Batista, João Gabriel (2 de julho de 2013). «"Avenida Brasil" é anunciada no Chile e tem formas de divulgação inéditas». NaTelinha. Universo Online/Ne10. Consultado em 2 de julho de 2013
19. ↑  'Avenida Brasil', fenômeno de audiência na Europa, estreia na Hungria